# Gabrielle (Sängerin)/Diskografie
Diese Diskografie ist eine Übersicht über die musikalischen Werke der britischen Pop-, Soul-, Jazz- und R&B-Sängerin sowie Songwriterin Gabrielle. Den Schallplattenauszeichnungen zufolge hat sie bisher mehr als 9,1 Millionen Tonträger verkauft, davon alleine in ihrer Heimat über 6,9 Millionen. Ihre erfolgreichste Veröffentlichung ist die Kompilation Dreams Can Come True, Greatest Hits Vol. 1 mit über zwei Millionen verkauften Einheiten.

## Alben

### Studioalben
| Jahr | Titel Musiklabel                              | Höchstplatzierung, Gesamtwochen, AuszeichnungChartplatzierungen (Jahr, Titel, Musiklabel, Platzierungen, Wochen, Auszeichnungen, Anmerkungen) | Höchstplatzierung, Gesamtwochen, AuszeichnungChartplatzierungen (Jahr, Titel, Musiklabel, Platzierungen, Wochen, Auszeichnungen, Anmerkungen) | Höchstplatzierung, Gesamtwochen, AuszeichnungChartplatzierungen (Jahr, Titel, Musiklabel, Platzierungen, Wochen, Auszeichnungen, Anmerkungen) | Höchstplatzierung, Gesamtwochen, AuszeichnungChartplatzierungen (Jahr, Titel, Musiklabel, Platzierungen, Wochen, Auszeichnungen, Anmerkungen) | Höchstplatzierung, Gesamtwochen, AuszeichnungChartplatzierungen (Jahr, Titel, Musiklabel, Platzierungen, Wochen, Auszeichnungen, Anmerkungen) | Anmerkungen                                                  |
| Jahr | Titel Musiklabel                              | DE | AT | CH | UK | US | Anmerkungen                                                  |
| ---- | --------------------------------------------- | --- | --- | --- | --- | --- | ------------------------------------------------------------ |
| 1993 | Find Your Way Go! Beat                        | DE72 (8 Wo.)DE | — | — | UK9 Gold · (23 Wo.)UK | — | Erstveröffentlichung: 18. Oktober 1993 Verkäufe: + 100.000   |
| 1996 | Gabrielle Go! Beat                            | — | — | — | UK11 Platin · (38 Wo.)UK | — | Erstveröffentlichung: 27. Mai 1996 Verkäufe: + 300.000       |
| 1999 | Rise Go! Beat                                 | DE19 Gold · (34 Wo.)DE | AT17 (12 Wo.)AT | CH19 Gold · (35 Wo.)CH | UK1 ×4Vierfachplatin · (96 Wo.)UK | — | Erstveröffentlichung: 15. Oktober 1999 Verkäufe: + 1.435.000 |
| 2004 | Play to Win Go! Beat                          | DE98 (1 Wo.)DE | AT72 (1 Wo.)AT | CH70 (5 Wo.)CH | UK10 Silber · (12 Wo.)UK | — | Erstveröffentlichung: 17. Mai 2004 Verkäufe: + 60.000        |
| 2007 | Always The Universal Music Record Label (UMG) | — | — | — | UK11 (5 Wo.)UK | — | Erstveröffentlichung: 1. Oktober 2007                        |
| 2018 | Under My Skin BMG                             | — | — | — | UK7 (3 Wo.)UK | — | Erstveröffentlichung: 17. August 2018                        |
| 2021 | Do It Again BMG                               | — | — | — | UK4 (2 Wo.)UK | — | Erstveröffentlichung: 5. März 2021                           |
| 2024 | A Place in Your Heart Tag8 Music              | — | — | — | UK30 (1 Wo.)UK | — | Erstveröffentlichung: 5. März 2024                           |

### Kompilationen
| Jahr | Titel Musiklabel                                          | Höchstplatzierung, Gesamtwochen, AuszeichnungChartplatzierungen (Jahr, Titel, Musiklabel, Platzierungen, Wochen, Auszeichnungen, Anmerkungen) | Höchstplatzierung, Gesamtwochen, AuszeichnungChartplatzierungen (Jahr, Titel, Musiklabel, Platzierungen, Wochen, Auszeichnungen, Anmerkungen) | Höchstplatzierung, Gesamtwochen, AuszeichnungChartplatzierungen (Jahr, Titel, Musiklabel, Platzierungen, Wochen, Auszeichnungen, Anmerkungen) | Höchstplatzierung, Gesamtwochen, AuszeichnungChartplatzierungen (Jahr, Titel, Musiklabel, Platzierungen, Wochen, Auszeichnungen, Anmerkungen) | Höchstplatzierung, Gesamtwochen, AuszeichnungChartplatzierungen (Jahr, Titel, Musiklabel, Platzierungen, Wochen, Auszeichnungen, Anmerkungen) | Anmerkungen                                                   |
| Jahr | Titel Musiklabel                                          | DE | AT | CH | UK | US | Anmerkungen                                                   |
| ---- | --------------------------------------------------------- | --- | --- | --- | --- | --- | ------------------------------------------------------------- |
| 2001 | Dreams Can Come True, Greatest Hits Vol. 1 Go! Beat       | DE46 (5 Wo.)DE | AT59 (3 Wo.)AT | CH30 (6 Wo.)CH | UK2 ×4Vierfachplatin · (37 Wo.)UK | — | Erstveröffentlichung: 12. November 2001 Verkäufe: + 2.007.500 |
| 2013 | Now and Always: 20 Years of Dreaming Island Records (UMG) | — | — | — | UK38 Gold · (3 Wo.)UK | — | Erstveröffentlichung: 15. November 2013 Verkäufe: + 100.000   |

Weitere Kompilationen
- 2016: Dreams: The Best of Gabrielle (UK: Silber, Verkäufe: + 60.000)

## Singles

### Als Leadmusikerin
| Jahr | Titel Album                                                                               | Höchstplatzierung, Gesamtwochen, AuszeichnungChartplatzierungen (Jahr, Titel, Album, Platzierungen, Wochen, Auszeichnungen, Anmerkungen) | Höchstplatzierung, Gesamtwochen, AuszeichnungChartplatzierungen (Jahr, Titel, Album, Platzierungen, Wochen, Auszeichnungen, Anmerkungen) | Höchstplatzierung, Gesamtwochen, AuszeichnungChartplatzierungen (Jahr, Titel, Album, Platzierungen, Wochen, Auszeichnungen, Anmerkungen) | Höchstplatzierung, Gesamtwochen, AuszeichnungChartplatzierungen (Jahr, Titel, Album, Platzierungen, Wochen, Auszeichnungen, Anmerkungen) | Höchstplatzierung, Gesamtwochen, AuszeichnungChartplatzierungen (Jahr, Titel, Album, Platzierungen, Wochen, Auszeichnungen, Anmerkungen) | Anmerkungen                                                  |
| Jahr | Titel Album                                                                               | DE | AT | CH | UK | US | Anmerkungen                                                  |
| ---- | ----------------------------------------------------------------------------------------- | --- | --- | --- | --- | --- | ------------------------------------------------------------ |
| 1993 | Dreams Find Your Way                                                                      | DE14 (19 Wo.)DE | AT10 (12 Wo.)AT | CH10 (17 Wo.)CH | UK1 Platin · (15 Wo.)UK | US26 (28 Wo.)US | Erstveröffentlichung: 1. Juni 1993 Verkäufe: + 1.070.000     |
| 1993 | Going Nowhere Find Your Way                                                               | DE57 (10 Wo.)DE | — | CH22 (10 Wo.)CH | UK9 (7 Wo.)UK | — | Erstveröffentlichung: 17. September 1993                     |
| 1993 | I Wish Find Your Way                                                                      | — | — | — | UK26 (5 Wo.)UK | US52 (14 Wo.)US | Erstveröffentlichung: 29. November 1993                      |
| 1994 | Because of You Find Your Way                                                              | — | — | — | UK24 (5 Wo.)UK | — | Erstveröffentlichung: 18. Februar 1994                       |
| 1996 | Give Me a Little More Time Gabrielle                                                      | — | — | — | UK5 Gold · (19 Wo.)UK | — | Erstveröffentlichung: 12. Februar 1996 Verkäufe: + 422.000   |
| 1996 | Forget About the World Gabrielle                                                          | — | — | — | UK23 (6 Wo.)UK | — | Erstveröffentlichung: 10. Juni 1996                          |
| 1996 | If You Really Cared Gabrielle                                                             | — | — | — | UK15 (5 Wo.)UK | — | Erstveröffentlichung: 23. September 1996                     |
| 1997 | Walk On By Gabrielle                                                                      | — | — | — | UK7 (9 Wo.)UK | — | Erstveröffentlichung: 6. Januar 1997                         |
| 1999 | Sunshine Rise                                                                             | — | — | — | UK9 Gold · (12 Wo.)UK | — | Erstveröffentlichung: 27. September 1999 Verkäufe: + 400.000 |
| 2000 | Rise                                                                                      | DE16 (16 Wo.)DE | AT5 (15 Wo.)AT | CH11 (30 Wo.)CH | UK1 Platin · (17 Wo.)UK | — | Erstveröffentlichung: 24. Januar 2000 Verkäufe: + 654.500    |
| 2000 | When a Woman Rise                                                                         | DE65 (9 Wo.)DE | — | CH30 (15 Wo.)CH | UK6 Silber · (9 Wo.)UK | — | Erstveröffentlichung: 5. Juni 2000 Verkäufe: + 200.000       |
| 2000 | Should I Stay Rise                                                                        | — | — | — | UK13 (10 Wo.)UK | — | Erstveröffentlichung: 16. Oktober 2000                       |
| 2001 | Out of Reach Dreams Can Come True, Greatest Hits Vol. 1                                   | DE71 (8 Wo.)DE | AT52 (9 Wo.)AT | CH8 (20 Wo.)CH | UK4 Platin · (16 Wo.)UK | — | Erstveröffentlichung: 2. April 2001 Verkäufe: + 715.000      |
| 2001 | Don’t Need the Sun to Shine (To Make Me Smile) Dreams Can Come True, Greatest Hits Vol. 1 | DE88 (3 Wo.)DE | AT68 (1 Wo.)AT | CH56 (4 Wo.)CH | UK9 (14 Wo.)UK | — | Erstveröffentlichung: 22. Oktober 2001                       |
| 2004 | Stay the Same Play to Win                                                                 | — | — | — | UK20 (3 Wo.)UK | — | Erstveröffentlichung: 3. Mai 2004                            |
| 2004 | Ten Years Time Play to Win                                                                | — | — | — | UK43 (2 Wo.)UK | — | Erstveröffentlichung: 2. August 2004                         |
| 2007 | Why Always                                                                                | — | — | — | UK42 (3 Wo.)UK | — | Erstveröffentlichung: 17. September 2007                     |

Weitere Singles
- 2007: Every Little Teardrop
- 2013: Say Goodbye
- 2018: Show me
- 2018: Shine
- 2018: Under my Skin
- 2018: This Christmas
- 2019: Every Step
- 2021: Stop Right Now
- 2021: Can't Hurry Love

### Als Gastmusikerin
| Jahr | Titel Album                                                  | Höchstplatzierung, Gesamtwochen, AuszeichnungChartplatzierungen (Jahr, Titel, Album, Platzierungen, Wochen, Auszeichnungen, Anmerkungen) | Höchstplatzierung, Gesamtwochen, AuszeichnungChartplatzierungen (Jahr, Titel, Album, Platzierungen, Wochen, Auszeichnungen, Anmerkungen) | Höchstplatzierung, Gesamtwochen, AuszeichnungChartplatzierungen (Jahr, Titel, Album, Platzierungen, Wochen, Auszeichnungen, Anmerkungen) | Höchstplatzierung, Gesamtwochen, AuszeichnungChartplatzierungen (Jahr, Titel, Album, Platzierungen, Wochen, Auszeichnungen, Anmerkungen) | Höchstplatzierung, Gesamtwochen, AuszeichnungChartplatzierungen (Jahr, Titel, Album, Platzierungen, Wochen, Auszeichnungen, Anmerkungen) | Anmerkungen                                                                         |
| Jahr | Titel Album                                                  | DE | AT | CH | UK | US | Anmerkungen                                                                         |
| ---- | ------------------------------------------------------------ | --- | --- | --- | --- | --- | ----------------------------------------------------------------------------------- |
| 1996 | If You Ever Around the World Hit Singles: The Journey So Far | DE31 (13 Wo.)DE | — | CH20 (13 Wo.)CH | UK2 Platin · (18 Wo.)UK | — | Erstveröffentlichung: 21. Oktober 1996 Verkäufe: + 626.000; East 17 feat. Gabrielle |
| 1999 | Best Friend Innocent Man                                     | — | — | — | UK23 (5 Wo.)UK | — | Erstveröffentlichung: 8. August 1999 Mark Morrison feat. Gabrielle & Connor Reeves  |
| 2014 | All Together Now –                                           | — | — | — | UK70 (1 Wo.)UK | — | Erstveröffentlichung: November 2014 als Teil von Peace Collective                   |

Weitere Gastbeiträge
- 2003: As Far As The Eye Can See (Chicken Shed feat. Gabrielle)
- 2005: Wake Up The Morning (Gregg Kofi Brown feat. Gabrielle & Des’ree)
- 2013: Hollywood (Naughty Boy feat. Gabrielle)
- 2019: Sunshine (DJ Spoony feat. Gabrielle)

## Statistik

### Chartauswertung
|                     | DE    | AT    | CH    | UK     | US    |
| ------------------- | ----- | ----- | ----- | ------ | ----- |
| Nummer-eins-Alben   | DE—DE | AT—AT | CH—CH | UK1UK  | US—US |
| Top-10-Alben        | DE—DE | AT—AT | CH—CH | UK6UK  | US—US |
| Alben in den Charts | DE4DE | AT3AT | CH3CH | UK10UK | US—US |

|                       | DE    | AT    | CH    | UK     | US    |
| --------------------- | ----- | ----- | ----- | ------ | ----- |
| Nummer-eins-Singles   | DE—DE | AT—AT | CH—CH | UK2UK  | US—US |
| Top-10-Singles        | DE—DE | AT2AT | CH2CH | UK10UK | US—US |
| Singles in den Charts | DE7DE | AT4AT | CH7CH | UK20UK | US2US |

### Auszeichnungen für Musikverkäufe
| Goldene Schallplatte - Neuseeland - 2000: für die Single Rise - 2002: für das Album Dreams Can Come True, Greatest Hits Vol. 1 Platin-Schallplatte - Australien - 1993: für die Single Dreams - 2001: für die Single Out of Reach - Dänemark - 2002: für das Album Dreams Can Come True, Greatest Hits Vol. 1 - Europa - 2000: für das Album Rise - Neuseeland - 2001: für das Album Rise - Portugal - 2006: für das Album Dreams Can Come True, Greatest Hits Vol. 1 | 2× Platin-Schallplatte - Europa - 2005: für das Album Dreams Can Come True, Greatest Hits Vol. 1 3× Platin-Schallplatte - Irland - 2001: für das Album Rise |

Anmerkung: Auszeichnungen in Ländern aus den Charttabellen bzw. Chartboxen sind in ebendiesen zu finden.
| Land/RegionAuszeichnungen für Musikverkäufe (Land/Region, Auszeichnungen, Verkäufe, Quellen) | Silber     | Gold     | Platin       | Verkäufe    | Quellen                   |
| -------------------------------------------------------------------------------------------- | ---------- | -------- | ------------ | ----------- | ------------------------- |
| Australien (ARIA)                                                                            | —          | —        | 2× Platin2   | 140.000     | aria.com.au               |
| Dänemark (IFPI)                                                                              | —          | —        | Platin1      | 50.000      | hitlisten.nu              |
| Deutschland (BVMI)                                                                           | —          | Gold1    | —            | 150.000     | musikindustrie.de         |
| Europa (IFPI)                                                                                | —          | —        | 3× Platin3   | (3.000.000) | ifpi.org                  |
| Irland (IRMA)                                                                                | —          | —        | 3× Platin3   | 45.000      | Einzelnachweise           |
| Neuseeland (RMNZ)                                                                            | —          | 2× Gold2 | Platin1      | 30.000      | aotearoamusiccharts.co.nz |
| Portugal (AFP)                                                                               | —          | —        | Platin1      | 20.000      | Einzelnachweise           |
| Schweiz (IFPI)                                                                               | —          | Gold1    | —            | 25.000      | hitparade.ch              |
| Vereinigtes Königreich (BPI)                                                                 | 3× Silber3 | 4× Gold4 | 13× Platin13 | 6.960.000   | bpi.co.uk                 |
| Insgesamt                                                                                    | 3× Silber3 | 8× Gold8 | 24× Platin24 |             |                           |